# Episodi di Mamma, Jamie ha i tentacoli! (Prima stagione)
La prima stagione della serie animata Mamma, Jamie ha i tentacoli! va in onda in Francia su France 3 dal 24 febbraio 2014 e in Italia su K2 dal 1º dicembre 2014.
| N° | Titolo originale                                        | Titolo italiano                                   | Prima TV Francia | Prima TV Italia  |
| -- | ------------------------------------------------------- | ------------------------------------------------- | ---------------- | ---------------- |
| 1  | Jamie est un grand malade                               | La malattia di Jamie                              | 24 febbraio 2014 | 1º dicembre 2014 |
| 2  | Les garçons viennent de Mars et les filles y retournent | I ragazzi vengono da Marte, le ragazze dalla Luna | 24 febbraio 2014 | 1º dicembre 2014 |
| 3  | Dernier jour sur Terre                                  | Ultimo giorno per il pianeta Terra                | 25 febbraio 2014 | 2 dicembre 2014  |
| 4  | Le cadeau venu des étoiles                              | Un regalo dalle stelle                            | 25 febbraio 2014 | 2 dicembre 2014  |
| 5  | Joyeux zlobogniarf!                                     | La festa di Zloboniaf!                            | 27 febbraio 2014 | 3 dicembre 2014  |
| 6  | Jamie sur orbite                                        | Jamie è al settimo cielo                          | 27 febbraio 2014 | 3 dicembre 2014  |
| 7  | La gardienne de la galaxie                              | La guardiana della galassia                       | 28 febbraio 2014 | 4 dicembre 2014  |
| 8  | Livraison intergalactique                               | Consegna speciale dallo spazio profondo           | 28 febbraio 2014 | 4 dicembre 2014  |
| 9  | Paix et amour                                           | Pace & amore                                      | 3 marzo 2014     | 5 dicembre 2014  |
| 10 | Super                                                   | Jamie supereroe                                   | 3 marzo 2014     | 5 dicembre 2014  |
| 11 | Jamie ne fait pas le pois                               | Chi ha paura dei legumi?                          | 4 marzo 2014     | 8 dicembre 2014  |
| 12 | Les envahisseurs venus de la Terre                      | Gli invasori venuti dalla Terra                   | 4 marzo 2014     | 8 dicembre 2014  |
| 13 | Mercenaire particulier                                  | SOS mercenari                                     | 6 marzo 2014     | 9 dicembre 2014  |
| 14 | Sortie de route                                         | Cambio di rotta                                   | 6 marzo 2014     | 9 dicembre 2014  |
| 15 | Jamie mue                                               | La muta di Jamie                                  | 7 marzo 2014     | 10 dicembre 2014 |
| 16 | La dernière de la galaxie                               | Gara nella Galassia                               | 7 marzo 2014     | 10 dicembre 2014 |
| 17 | Cousine Josette débarque                                | La cugina Josette                                 | 10 marzo 2014    | 11 dicembre 2014 |
| 18 | Opération Vloks                                         | Cose dall'altro mondo                             | 10 marzo 2014    | 11 dicembre 2014 |
| 19 | Ça commence comme ça                                    | Come tutto ha avuto inizio                        | 15 luglio 2014   | 12 dicembre 2014 |
| 20 | Commando camping                                        | Campeggiatori allo sbaraglio                      | 11 marzo 2014    | 12 dicembre 2014 |
| 21 | Ca sent le mal du pays                                  | Tentacoli puzzolenti                              | 11 marzo 2014    | 15 dicembre 2014 |
| 22 | Pacte de paix au fond du jardin                         | Trattato di pace                                  | 13 marzo 2014    | 15 dicembre 2014 |
| 23 | Fini de dormir                                          | Non si dorme più                                  | 13 marzo 2014    | 16 dicembre 2014 |
| 24 | Tentacule Man                                           | Uomo Tentacolo                                    | 14 marzo 2014    | 16 dicembre 2014 |
| 25 | Le jumeau de Jamie                                      | Il trucco del sosia                               | 14 marzo 2014    | 17 dicembre 2014 |
| 26 | Le FBI sonne toujours deux fois                         | L'FBI suona sempre due volte                      | 16 marzo 2014    | 17 dicembre 2014 |
| 27 | La plus grosse fête de l'univers                        | La grande festa                                   |                  | 18 dicembre 2014 |
| 28 | Un E.T. habite chez moi                                 | Un ExtraTerrestre vive a casa mia                 | 23 marzo 2014    | 18 dicembre 2014 |
| 29 | Le nouveau Nerdy                                        | Il nuovo Erwin                                    | 23 marzo 2014    | 19 dicembre 2014 |
| 30 | Mon cousin est chef de l'univers                        | Perdenti nati                                     | 30 marzo 2014    | 19 dicembre 2014 |
| 31 | Jamie où t'as mis mamie?                                | Jamie, dov'è la nonna?                            | 30 marzo 2014    | 22 dicembre 2014 |
| 32 | Touche pas à ma vache                                   | Giù le mani dalla mia mucca!                      | 13 aprile 2014   | 22 dicembre 2014 |
| 33 | Premier rôle                                            | Ruolo da protagonista                             | 14 aprile 2014   | 23 dicembre 2014 |
| 34 | Blarbville                                              | Usanze aliene                                     | 15 aprile 2014   | 23 dicembre 2014 |
| 35 | L'invitation                                            | L'invito                                          | 17 aprile 2014   | 24 dicembre 2014 |
| 36 | Symphonie pour trois tentacules                         | Sinfonia per tre tentacoli                        | 18 aprile 2014   | 24 dicembre 2014 |
| 37 | Léchage                                                 | Lo scambio                                        | 21 aprile 2014   | 25 dicembre 2014 |
| 38 | Canal Jamie                                             | Canale Jamie                                      | 22 aprile 2014   | 25 dicembre 2014 |
| 39 | Terre à vendre                                          | La terra in vendita                               | 24 aprile 2014   | 26 dicembre 2014 |
| 40 | La nuit des étoiles filantes                            | La corsa dell'Orsa Maggiore                       | 25 aprile 2014   | 26 dicembre 2014 |
| 41 | La Planque                                              | Il nascondiglio                                   |                  | 29 dicembre 2014 |
| 42 | Attention Jamie méchant                                 | Attenti a Jamie                                   | 28 aprile 2014   | 29 dicembre 2014 |
| 43 | Jamie contre les fantômes                               | Jamie contro i fantasmi                           | 17 maggio 2014   | 30 dicembre 2014 |
| 44 | Intelligence très artificielle                          | Un'intelligenza artificiale                       | 24 maggio 2014   | 30 dicembre 2014 |
| 45 | Révolution                                              | Rivoluzione!                                      | 24 maggio 2014   | 31 dicembre 2014 |
| 46 | Morve Royale                                            | Una torta un po' speciale                         | 31 maggio 2014   | 31 dicembre 2014 |
| 47 | Le Secret                                               | Il Segreto                                        | 31 maggio 2014   | 1 gennaio 2015   |
| 48 | Jamie Walsh                                             | La famiglia si allarga!                           |                  | 1 gennaio 2015   |
| 49 | Mon père cet alien                                      | Mio padre è un alieno                             |                  | 2 gennaio 2015   |
| 50 | Nerdy a des Tentacules                                  | Vita tentacolare                                  |                  | 2 gennaio 2015   |
| 51 | Princesse Jamie                                         | Mangia che ti passa                               |                  | 5 gennaio 2015   |
| 52 | Falfatrax a les cartes en main                          | La carta vincente                                 |                  | 5 gennaio 2015   |